# Luke Wilson
Luke Cunningham Wilson (Dallas (Texas), 21 september 1971) is een Amerikaans acteur.
Luke is de broer van Andrew en Owen Wilson. Op school brak hij records in onder meer de 400 en 800 meter hardlopen. In 1994 begon zijn carrière als acteur, toen zijn broer Owen hem een rol aanbood.

## Filmografie
- 2024: Horizon: An American Saga
- 2019: Zombieland: Double Tap
- 2019: The Goldfinch
- 2019: Guest of Honour
- 2018: Measure of a Man
- 2017: Brad’s Status
- 2016:  the Ridiculous 6
- 2015: Concussion
- 2014: The Skeleton Twins
- 2010: Death at a Funeral
- 2009: Tenure
- 2008: Henry Poole Is Here
- 2007: Blonde Ambition
- 2007: Terra
- 2007: 3:10 to Yuma
- 2007: Vacancy
- 2007: You Kill Me
- 2007: Blades of Glory
- 2006: Idiocracy
- 2006: Hoot
- 2006: My Super Ex-Girlfriend
- 2005: The Family Stone
- 2005: The Wendell Baker Story
- 2005: Mini's First Time
- 2004: Anchorman: The Legend of Ron Burgundy
- 2004: Around the World in 80 Days
- 2003: Legally Blonde 2: Red, White & Blonde
- 2003: Charlie's Angels: Full Throttle
- 2003: Alex & Emma
- 2003: Old School
- 2003: Masked and Anonymous
- 2002: The Third Wheel
- 2001: The Royal Tenenbaums
- 2001: That '70s Show
- 2001: Soul Survivors
- 2001: Legally Blonde
- 2000: Charlie's Angels
- 2000: Preston Tylk
- 2000: Committed
- 2000: My Dog Skip
- 1999: Blue Streak
- 1999: Kill the Man
- 1998: Rushmore
- 1998: Home Fries
- 1998: Dog Park
- 1997: Scream 2
- 1997: Best Men
- 1997: Telling Lies in America
- 1997: Bongwater
- 1996: Bottle Rocket
- 1994: Bottle Rocket (korte film)

- Biblioteca Nacional de España: XX1299122
- Bibliothèque nationale de France: cb14239549k (data)
- Catàleg d'autoritats de noms i títols de Catalunya: 981058518491106706
- Gemeinsame Normdatei: 137003048
- International Standard Name Identifier: 0000 0000 7104 540X
- Library of Congress Control Number: no99022092
- MusicBrainz: c56771c7-060c-4f65-9abf-02f4aae98002
- Nationale Bibliotheek van Tsjechië: xx0161277
- Nationale Bibliotheek van Israël: 987007422631305171
- Nationale Bibliotheek van Polen: a0000001605849
- Nederlandse Thesaurus van Auteursnamen: 26405332X
- Réseau des bibliothèques de Suisse occidentale: 02-A024249724
- Système universitaire de documentation: 164895604
- Virtual International Authority File: 81254561
- WorldCat: E39PBJkxMXX3DYt3pj3VY6TWDq